# Stalinismus in der DDR

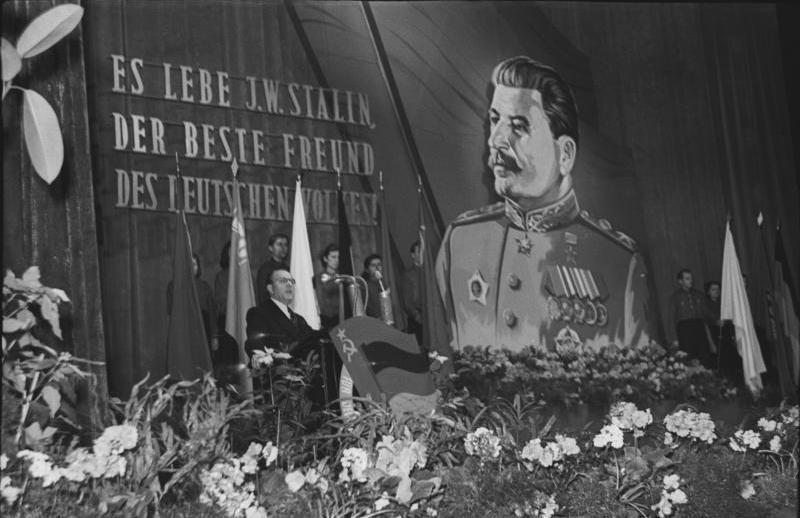
Festveranstaltung zum Geburtstag von J. W. Stalin in Berlin, 1950

Der Stalinismus in der DDR prägte die Strukturen des Landes von 1949 bis 1989.

## Vorgeschichte
Der Stalinismus entwickelte sich in der Sowjetunion seit der Machtübernahme von Josef Stalin Ende 1922. Er bedeutete eine weitgehende Alleinherrschaft sowie die zentralistische Ausrichtung des ganzen Landes unter die Strukturen der KPdSU nach den Richtlinien des Marxismus-Leninismus-Stalinismus, die wenig veränderbar waren, sowie ein wachsender Personenkult. Die Schreckensherrschaft des Stalinismus erwies sich beispielsweise in den Stalinschen Säuberungen mit millionenfachen Opfern und dem Großen Terror als Höhepunkt sowie den zahlreichen Ethnischen Deportationen in der UdSSR.
Seit 1933 emigrierten viele Kommunisten aus Deutschland in die Sowjetunion. Dort erlebten sie den Stalinschen Terror der nächsten Jahre. Viele fielen ihm zum Opfer, es gab in der Sowjetunion mehr ermordete KPD-Mitglieder als in Nazi-Deutschland. Die Überlebenden hatten sich durch übermäßige Anpassung und gezielte Denunziationen von Mitgenossen gerettet.

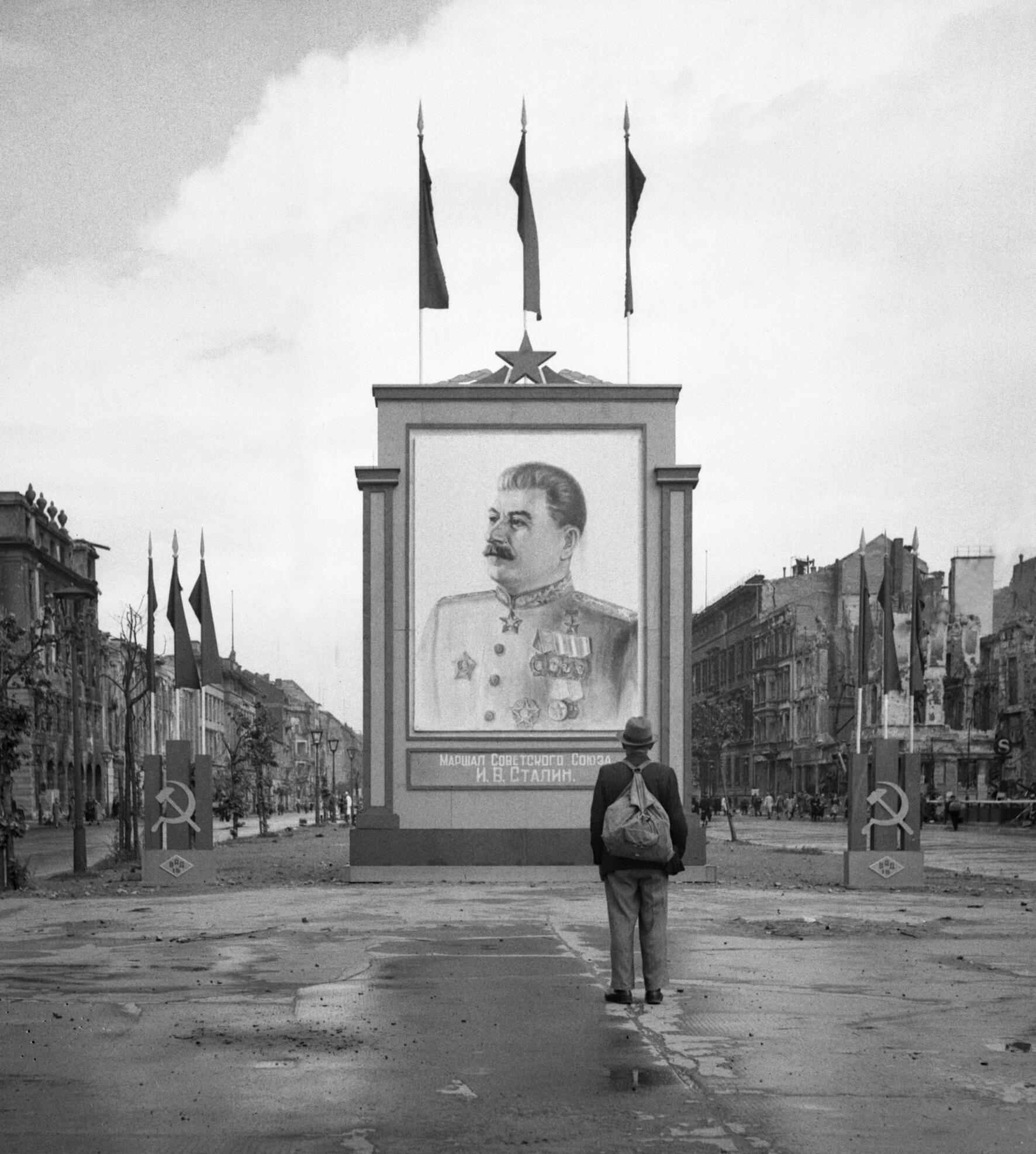
Stalinporträt in Berlin Unter den Linden, 1945

Diese bestimmten nach ihrer Rückkehr 1945 die Politik in der Sowjetischen Besatzungszone. Die Sozialistische Einheitspartei Deutschlands (SED) unter Führung von Walter Ulbricht und Wilhelm Pieck übernahm dort die Macht und verdrängte in den nächsten Jahren Sozialdemokraten, bürgerliche Demokraten und missliebige eigene Parteimitglieder.
Durch die sowjetische Militäradministration wurden in dieser Zeit zehntausende Deutsche verhaftet, in Lager in Deutschland oder der Sowjetunion gebracht oder getötet.

## Stalinismus in der DDR

### Stalinistische Strukturen
Mit der Gründung der DDR 1949 wurden die stalinistischen Strukturen im neuen Staat etabliert. Die SED bestimmte alle gesellschaftlichen Bereiche. Abweichende Vorstellungen wurden unterdrückt. Gegen tatsächliche oder vermeintliche Gegner wurde rigoros vorgegangen. Es gab zahlreiche Verhaftungen, Verurteilungen und auch einige Todesurteile. Viele DDR-Bürger verließen das Land.
Die innerparteilichen „Säuberungen“ fielen dagegen verhältnismäßig milde aus, im Vergleich zur Tschechoslowakei, Ungarn und anderen osteuropäischen Ländern. Einige Parteifunktionäre wie Paul Merker und Leo Bauer wurden 1950 ihrer Ämter enthoben. Auch in Universitäten und anderen gesellschaftlichen Bereichen wurden zahlreiche Personen entlassen. Die Doktrin des Marxismus-Leninismus-Stalinismus wurde zur bestimmenden Gesellschaftstheorie erklärt.

### Personenkult

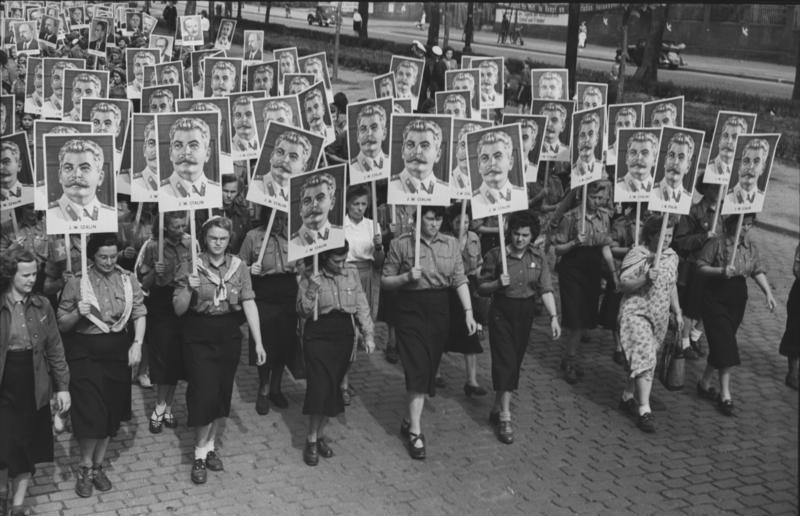
„Tag der jungen Mädchen“ bei den Weltfestspielen 1951 in Berlin

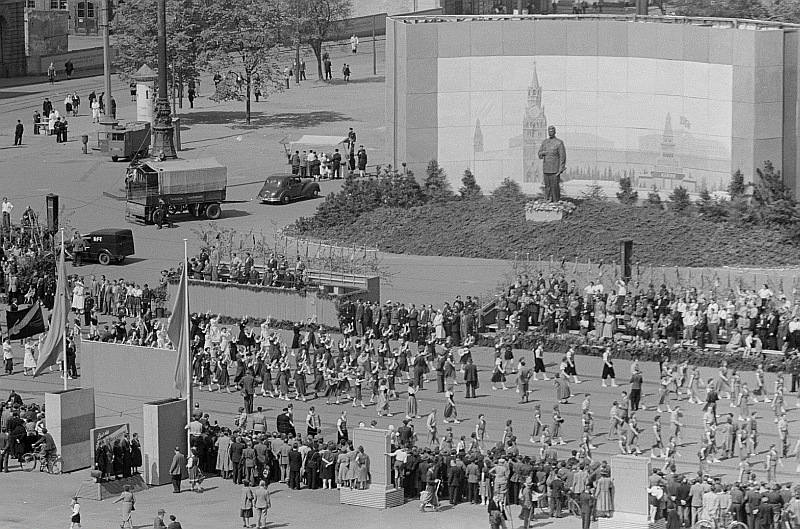
Maidemonstration 1953 vor dem Stalin-Denkmal auf dem Leipziger Karl-Marx-Platz

In der Sowjetischen Besatzungszone und später in der DDR gab es seit 1945 einen umfangreichen Personenkult um Stalin. Es waren unzählige Porträts und Zitate an vielen Orten zu sehen, zahlreiche Straße und Plätze wurden nach ihm benannt, es gab einige Denkmäler, in Schulen, Betrieben und anderen öffentlichen Gebäuden gab es sogenannte „Stalin-Ecken“, Tische mit einem Porträt, Blumen und weiteren Geschenken, an denen Gedichte und Lieder vorgetragen wurden. Viele Schriftsteller verfassten Lobgedichte.
Die Geburtstage am 21. Dezember wurden aufwändig begangen. Texte von Stalin wurden in vielen ideologischen Schulungen vorgetragen.

„Kein Betrieb, keine Redaktion, wo man nicht zwangsweise wöchentlich mit dem ‚Kurzen Lehrgang der KPDSU (B)‘ traktiert wurde. Es waren Märchenstunden, da die zu Kleinkindern degradierten zuzuhören, aber keine kritischen Fragen zu stellen hatten.“

Nach Stalins Tod im März 1953 nahm der Kult um ihn noch zu. Der Ort Stalinstadt sowie weitere Straßen und Plätze wurden nach ihm benannt, neue Denkmäler wurden aufgestellt. Zeitungen und Zeitschriften veröffentlichten viele Würdigungen und Lobeshymnen.

### Entwicklungen seit 1956
Nach der Geheimrede Chruschtschows 1956 „Über den Personenkult und seine Folgen“ zum Abschluss des XX. Parteitages der KPdSU distanzierte sich die DDR-Führung etwas von der bisherigen Verehrung Stalins. Walter Ulbricht sprach von einigen „Fehlentwicklungen“ in der Sowjetunion. In der Bevölkerung und besonders für viele Parteimitglieder und Intellektuelle war die Enttäuschung über die bekanntgewordenen Verbrechen hingegen groß. Über 20.000 politische Gefangene wurden aus den Zuchthäusern entlassen.
1957 gab es trotzdem einen Schauprozess gegen Walter Janka, Gustav Just, Wolfgang Harich und weitere Intellektuelle, die die Entstalinisierung nach ihren Vorstellungen umsetzen wollten.
Nach dem XXII. Parteitag der KPdSU im Oktober 1961 wurden die Stalin-Denkmäler in der DDR abgebaut und die über 70 Straßen und Plätze umbenannt.
Gleichzeitig blieben die stalinistischen Strukturen der Herrschaft der SED-Spitze über das Land unverändert bestehen. Es entwickelte sich nun ein gewisser Personenkult um den Staats- und Parteiführer Walter Ulbricht, mit öffentlich sichtbaren Porträts, Benennungen von Gebäuden wie dem Walter-Ulbricht-Stadion in Berlin, Standardbriefmarken und mehr, allerdings in geringerem Ausmaß als vorher. In der Bevölkerung war dieser aber sehr unbeliebt.
Mit dem 11. Plenum des ZK der SED 1965 wurden die ideologischen Richtlinien auch für die Kultur wieder verschärft. Auch nach der Machtübernahme von Erich Honecker 1971 änderte sich an den restriktiven gesellschaftlichen Strukturen und der offiziellen Ideologie fast nichts.

### Ignorieren von Glasnost und Perestroika seit 1985
Die neue Politik von Perestroika und Glasnost in der Sowjetunion von Michail Gorbatschow, die die Auflösung der dortigen stalinistischen Traditionen anstrebte, wurde von der DDR-Führung so weit wie möglich ignoriert. Gegen den wachsenden Unmut in der Bevölkerung und auch in der Partei und gesellschaftlichen Strukturen gab es keine wirksamen Reaktionen. Das Verbot der sowjetischen Zeitschrift Sputnik 1988, die einige kritische Artikel über Stalin veröffentlicht hatte, zeigte noch einmal deutlich die weiter bestehende innere Verbindung der SED-Verantwortlichen zur stalinistischen Vergangenheit.
Seit Ende 1988 gab es dann einige leichte Öffnungen, wie die (geheimgehaltene) Aufhebung der Zensur.
Der Mauerfall im November 1989 erwies deutlich die Unfähigkeit der letzten DDR-Führung, auf veränderte Bedingungen zu reagieren. Die umbenannte SED-PDS distanzierte sich im Dezember 1989 auf ihrem Sonderparteitag vom Stalinismus, ohne aber zu erklären, was sie darunter verstand.

## Aufarbeitung

### Gesellschaftliche Aufarbeitung
Seit 1990 wurden durch staatliche und nichtstaatliche Einrichtungen und Organisationen die stalinistischen Strukturen der DDR intensiv erforscht. Es gab unzählige Veröffentlichungen, die die Strukturen und Auswirkungen des Stalinismus im Alltag der DDR beschrieben, es wurden einige Gedenkstätten eingerichtet.
Auch viele ehemalige SED-Mitglieder stellten sich dem Prozess der notwendigen kritischen Fragen.

### Ausstellung 2018
2018 wurde die Ausstellung Der rote Gott. Stalin und  die Deutschen in der Gedenkstätte Berlin-Hohenschönhausen gezeigt. Diese stellte viele Einzelheiten des Stalinismus in der DDR dar. Besonders eindrucksvoll waren die Beschreibungen von einigen Einzelschicksalen, die wegen kleiner „Vergehen“ erhebliche Strafen verbüßen mussten, oder sogar hingerichtet wurden.